# الأرجنتين، 1985
الأرجنتين، 1985 هو فيلم دراما تاريخي أرجنتيني أمريكي من إنتاج وإخراج سانتياجو ميتري ومن بطولة ريكاردو دارين، خوان بيدرو لانزاني ونورمان بريسكي، عرض الفيلم لأول مرة في 3 سبتمبر 2022 خلال مهرجان البندقية السينمائي.